# Prątnikowce
Prątnikowce (Bryales Limpr.) – rząd mchów z klasy prątników. 

## Morfologia
Łodyga prosta lub nieco rozgałęziona, z wiązką środkową. Liście z gładkimi komórkami o kształcie rombowatym do wydłużonego. Puszki zwieszające się. Perystom podwójny, zazwyczaj dobrze wykształcony, z zakrzywionymi ząbkami zewnętrznymi.

## Systematyka
Rząd Bryales Limpr. należy do nadrzędu Bryanae (Engl.) Goffinet & W. R. Buck, podklasy Bryidae Engl., klasy Bryopsida Rothm.
W skład rzędu wchodzą rodziny:
- Bryaceae Schwägr. – prątnikowate
- Catoscopiaceae Broth.
- Leptostomataceae Schwägr.
- Mniaceae Schwägr. – merzykowate
- Phyllodrepaniaceae Crosby
- Pulchrinodaceae D. Quandt, N.E. Bell & Stech
- Pseudoditrichaceae Steere & Z. Iwats.

## Ekologia
Większość prątnikowców to gatunki naziemne.

## Zastosowanie
Niektóre gatunki wykorzystywane są w ogrodnictwie jako materiał na ściółkę pod uprawę truskawki, poziomki. Niektóre gatunki biorą aktywny udział w procesie tworzenia torfu.